# Enicospilus pusillus
Enicospilus pusillus là một loài tò vò trong họ Ichneumonidae.